# Саид Алихоссейни
Саид Алихоссейни (перс. سعيد علی حسينی‎; 2 февраля 1988 года, Ардебиль, Иран) — иранский тяжелоатлет, выступающий в категории свыше 105 кг. Серебряный призёр чемпионата мира (2017). Серебряный призёр Азиатских игр (2018)

## Спортивная карьера
На юниорском уровне был обладателем трёх мировых рекордов. Чемпион мира среди юниоров 2006 в категории свыше 105 кг.
В сентябре 2006 года был дисквалифицирован на два года применение допинга — кленбутерола. В 2009 году был повторно уличён в применении допинга
(метандиенон), после чего был пожизненно дисквалифицирован. Позднее срок наказания сократили до двенадцати лет, а в 2017 году до восьми. Это позволило ему принять участие в чемпионате мира в Анахайме, на котором атлет выиграл серебряную медаль.

## Спортивные результаты
| Год  | Соревнование                 | Место проведения | Весовая категория | Рывок  | Толчок | Сумма двоеборья | Место |
| 2005 | Чемпионат Азии               | Дубай            | свыше 105 кг      | 171 кг | —      | —               | DNF   |
| 2006 | Чемпионат мира среди юниоров | Ханчжоу          | свыше 105 кг      | 181 кг | 215 кг | 396 кг          | 1     |
| 2017 | Чемпионат мира               | Анахайм          | свыше 105 кг      | 203 кг | 251 кг | 454 кг          | 2     |
| 2018 | Азиатские игры               | Джакарта         | свыше 105 кг      | 208 кг | 248 кг | 456 кг          | 2     |

## Личные рекорды
- Рывок — 206 кг (Чемпионат Азии среди юниоров 2008, Чонджу)
- Толчок — 251 кг (Чемпионат мира 2017, Анахайм).
- Общая сумма в двоеборье — 454 кг = 203 кг + 251 кг (Чемпионат мира 2017, Анахайм).